# Allerstedt
Allerstedt, früher auch Allerstädt geschrieben, ist ein Ortsteil der Gemeinde Kaiserpfalz in Sachsen-Anhalt.

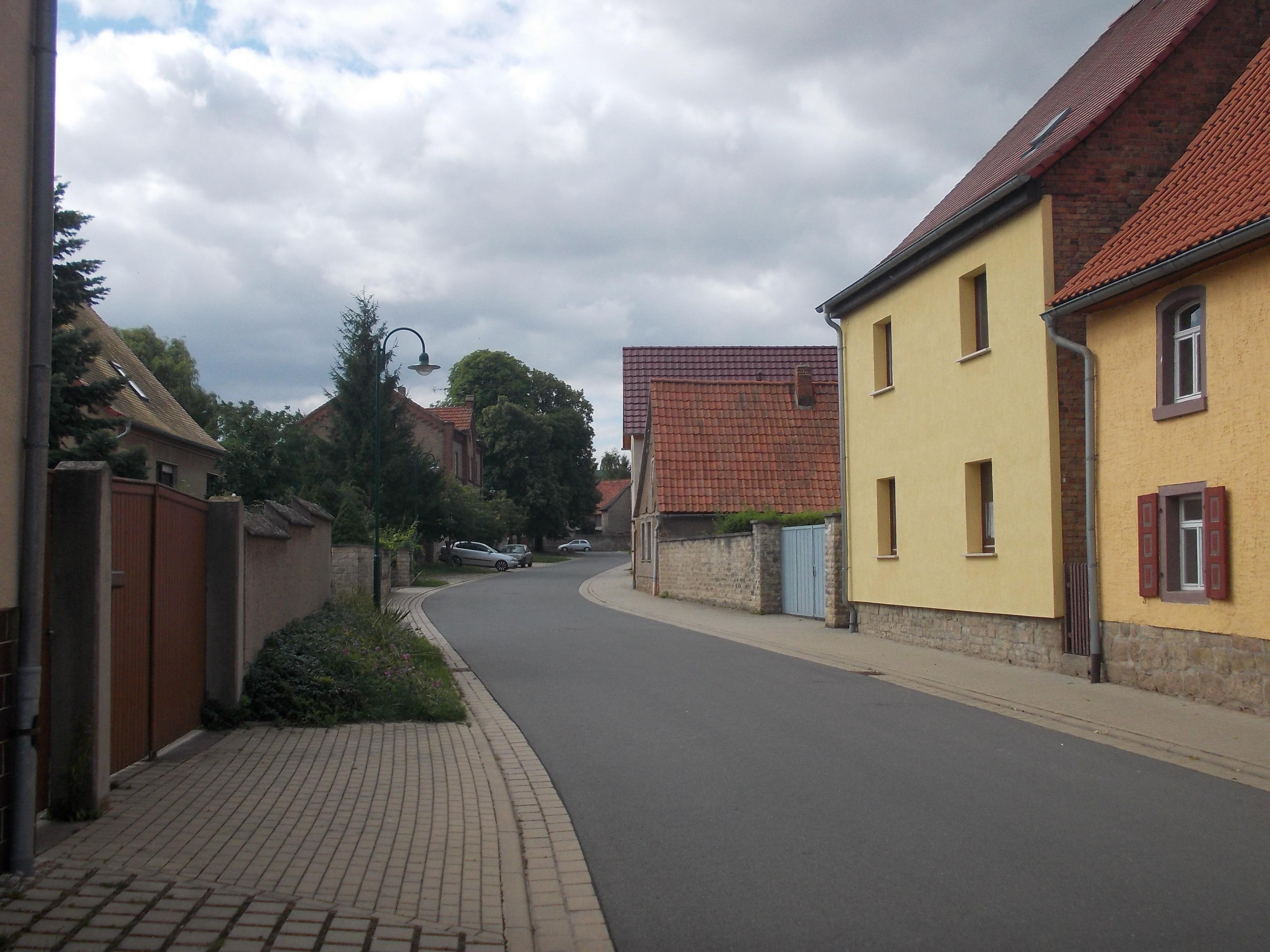
Die Lindenstraße

## Lage
Allertstedt liegt südöstlich der Stadt Roßleben-Wiehe an der Grenze zu Thüringen nördlich der Finne in einem Ackerbaustandort.

## Geschichte
Zu Beginn des 9. Jahrhunderts wurde Allerstedt erstmals im Breviarium Sancti Lulli, einem Verzeichnis der Güter des vom Erzbischof Lullus († 786) von Mainz gestifteten Klosters Hersfeld, als Alarestede in den schriftlichen Quellen erwähnt.
Kaiser Otto III. schenkte am 30. November 998 dem Kloster Memleben die civitas Uuihi, die Burg und Herrschaft Wiehe, im Wisichgau (Gau Wigsezi, Wiehegau) und mehrere umliegende Dörfer, darunter auch Alehsteti sowie ausgedehnte Weinländereien bei Wiehe. Teil der Schenkung sind ebenfalls aldiabus campis vineis – dies ist zugleich die erste Erwähnung des Weinbaus an der Unstrut.
Der Bischof Thietmar von Merseburg berichtet in seiner Chronik zum Jahre 1015 von einer domus nimis lapidibus firmata, einem mit Steinen gebauten Haus, in der villa Elerstidi. Hier soll der bei einem Mädchenraub in der Burg Beichlingen verwundete Werner von Walbeck, der 1009 abgesetzte Markgraf der Nordmark, ein Jahr zuvor verstorben sein.
Mit Hartnidus de Alrestete erscheint 1157 erstmals ein Vertreter der Ministerialenfamilie von Allerstedt, die sich nach dem Ort benannte. 1487 erwarb Hans von Werthern das Gut Allerstedt, das fortan zum Besitz der Familie von Werthern zählte. Im Rahmen von Erbteilungen fiel das Gut über die „Wiehesche Linie“ an die „Werthern-Bachraer Linie“.
Ein Teil des Ortes gehörte bis 1815 zum sächsischen Amt Wendelstein. 1822 standen 87 Häuser in Allerstedt, in denen 420 Einwohner lebten.
Am 1. Juli 1950 wurde Allerstedt nach Wohlmirstedt eingemeindet.

## Sehenswürdigkeiten
Reste der Burg Allerstedt liegen am Südwestrand des Dorfes auf einem leicht nach Westen ansteigenden Gelände mit dem Flurnamen Die Burg, auch Untergut Allerstedt genannt. Es handelt sich um eine etwa 65 mal 35 Meter große Fläche auf einer flachen Erhöhung, die durch zwei breite und tiefe, teilweise verschliffene Gräben und einen dazwischenliegenden Wall abgetrennt wird. Der äußere Graben wird als Hohlweg genutzt. An der Nordostecke der Burg hat sich der Stumpf eines Bergfrieds mit sorgfältig gearbeitetem Quadermauerwerk in Gipsmörtel erhalten, der wohl im 12. Jahrhundert entstanden ist und zur Ministerialenburg gehörte. Reste des erwähnten Steinhauses des 11. Jahrhunderts sind nicht bekannt. Auch dessen Lage ist nicht gesichert, zumal ausführlichere historische, archäologische oder baugeschichtliche Untersuchungen bislang ausstehen.